# Иван Пулуј
Иван Пулуј (укр. Іва́н Пулю́й, син Павла́ Пулю́я i Ксенiї, ур. Бурштинської; 2. фебруар 1845 — 31. јануар 1918) био је украјински физичар и проналазач, који је заговаран као рани развијач употребе рендгенских зрака за медицинско снимање. Његови доприноси су били углавном занемарени све до краја 20. века.

## Биографија
Иван Пулуј је дипломирао са похвалама на Богословском факултету Универзитета у Бечу (1869) а касније и на одсеку за филозофију (1872). Године 1876. Пулуј је завршио докторат о унутрашњем трењу у гасовима на Универзитету у Стразбуру под надзором Аугуста Кундта . Пулуј је предавао на Морнаричкој академији у Ријеци (1874–1876), Универзитету у Бечу (1874–1884) и немачком делу Више техничке школе у Прагу (1884–1916). Служио је као ректор Више техничке школе у Прагу (немачки део) 1888–1889. Пулуј је радио и као државни саветник за електротехнику за чешке и моравске локалне самоуправе.
Поред тога, завршио је превод Библије на украјински језик.

## Лични живот
Четвртог октобра 1884. оженио се у Бечу Катерином рођеном Стожицки (1863–1945). Имали су шесторо деце: Наталију (жена композитора Васила Барвинског ), Олгу, Марију Ксенију Маргарету (умрла у Бечу 1974), Александра Ханса (1901–1984), Павла (умро 1986) и Георга (1906–1987).

## Научни допринос
Пулуј је интензивно истраживао катодне зраке, објављујући неколико радова о тим зрацима између 1880. и 1882. године. Године 1881, као резултат експеримената на ономе што је назвао хладном светлошћу, проф. Пулуј је развио Пулујску лампу. Пулуј је експериментисао са својим новим уређајем и објавио своје резултате у научном раду Luminous Electrical Matter and the Fourth State of Matter in  the Notes of the Austrian Imperial Academy of Sciences (1880–1883), али је своје идеје изразио на нејасан начин користећи застарелу терминологију. Пулуј је стекао извесно признање када је дело преведено и објављено као књига од стране Краљевског друштва у Великој Британији.
Док је Пулујев налаз у суштини био рендгенски зраци, он је објавио своје резултате 6 недеља након што је Вилхелм Конрад Рентген објавио своје, и не може му се приписати откриће рендгенских зрака.
Пулуј је направио и многа друга открића. Посебно је запажен за проналазак уређаја за одређивање механичког еквивалента топлоте који је био изложен на Универселле Екпоситион, Париз, 1878. Пулуј је учествовао и у отварању неколико електрана у Аустроугарској.

### Цитати о Пулују
- „Светска историја никада није била праведна према одређеним појединцима или одређеним нацијама. Мале нације и њихова достигнућа се често занемарују, док се достигнућа великих народа понекад преувеличавају“.
  - Славко Бокшан, српски научник који је радио у истом одељењу као и Пулуј и Рентген

### Почасти
- Украјински Тернопољски Национални технички универзитет носи његово име.
- Поштанска маркица је објављена поводом Пулујеве 150. годишњице рођења 1995.[8]
- Улице у Кијеву, Лавову и другим украјинским градовима носе име Ивана Пулуја.
- Радна група за номенклатуру малих тела именовала је 14. маја 2021. астероид 226858 Иванпулуј, који су открили астрономи у Астрономској опсерваторији Андрушивка 2004. године.

## Публикације
- Strahlende Elektrodenmaterie //Wiener Berichte I. – 1880. – 81. – pp. 864–923; II. – 1881. – 83. – pp. 402–420; III. 1881. – 83. – pp. 693–708; IV. – 1882. – 85. – pp. 871–881.
- Strahlende Elektrodenmaterie und der sogenannte vierte Aggregatzustand' – Wien; Verlag Carl Gerold Sohn, 1883.
- Radiant Elektrode Matter and the so Called Fourth State. -London: Physical Memoirs, 1889. – Vol. l, Pt.2. – pp. 233–331.
- Über die Entstehung der Röntgenstrahlen und ihre photographische Wirkung// Wiener Berichte II Abt. 1896. – 105. – pp. 228–238.

### Одабрана дела
- Puluj, H. J. (1875). On a lecture-room apparatus for the determination of the mechanical equivalent of heat. Taylor and Francis.
- Puluj, J., Pulyui, I., Пулюй, И. П., & Пулюй, І. П. (1876). Über die Abhängigkeit der Reibung der Gase von der Temperatur.  (About the dependence of the friction of the gases on the temperature).
- Puluj, J. (1876). Ueber einen Schulapparat zur Bestimmung des mechanischen Wärmeaequivalentes. Annalen der Physik. 233  (3):  437–446. (Over a school apparatus for determining the mechanical Wärmeaequivalentes).
- Puluj, J. (1876). Beitrag zur Bestimmung des mechanischen Wärmeaequivalentes. Annalen der Physik. 233  (4):  649–656. (Contribution to the determination of the mechanical Wärmeaequivalentes).
- Puluj, J. (1877). Ueber die Abhängigkeit der Reibung der Gase von der Temperatur. Annalen der Physik. 237  (6):  296–310.
- Puluj, J. (1877). On the diffusion of vapours through clay cells. Taylor and Francis.
- Puluj, J. (1878). On the friction of vapours. Taylor and Francis.
- Puluj, J. (1879). On the radiometer. Taylor and Francis.
- Crookes, W., & Puluj, J. (1880). Annalen der Physik. Phil. Trans. 1: 152–3879. (Annals of Physics).
- Puluj, J., & Glaser, G. (1880). The Fourth State of Matter. A Refutation. Science. 58–59.
- Puluj, J. (1880). Strahlende Elektrodenmaterie. ©Akademie d. Wissenschaften Wien, 864–923.
  - Puluj, J. (1883). Strahlende Elektroden-Materie und der sogenannte vierte Aggregatzustand. (Radiant electrode material and the so-called fourth state).
  - Puluj, J. (1887). Objective Darstellung der wahren Gestalt einer schwingenden Saite. Annalen der Physik: 267  (8):  1033–1035. (Objective presentation of the true form of a vibrating string).
  - Puluj, J. (1888). Apparatus for illustrating the fall of bodies in a vacuum. Taylor and Francis.
  - Puluj, J. (1888). Fallapparat. Annalen der Physik. 269  (3):  575–576.
  - Puluj, J. (1890). On a telethermometer. Taylor and Francis.
  - Puluj, H. (1895). On Kathode Rays. Proceedings of the Physical Society of London. 14  (1):  178.

## Подршка украјинској култури
Пулуј је познат и по свом доприносу у промоцији украјинске културе . Активно је подржавао отварање украјинског универзитета у Лавову и објављивао чланке у прилог украјинском језику. Заједно са П. Кулишем и И. Нечуј Левитским превео је Јеванђеље и Псалтир на украјински језик. Као професор, Пулуј је организовао стипендије за украјинске студенте у Аустроугарској.
Светско удружење рендгенолога основано је 2018. године у граду Лавову у част Ивана Пулуја.